# トゥーラ (ロシア)
トゥーラ (ロシア語: Ту́ла) は、ロシアのトゥーラ州の州都。人口は47万3622人（2021年）。モスクワの南165 km、ウパ川沿いに位置する産業都市である。高速道路M2が通る。

## 歴史
ある歴史家たちは、トゥーラはニコン年代記で1146年の条に言及されている不明瞭な土地、タイドゥラであろうと仮定している。この町は、少なくとも14世紀から存在する。
中世には、トゥーラは、リャザン公国の国境の小さな要塞であった。モスクワ大公国に移るとすぐ、レンガの城塞、すなわちクレムリンが1530年に建設された。トゥーラは、逆茂木線（ロシア語: Засечная черта）の重要な要塞で、1552年のタタールによる包囲攻撃によく耐えた。1607年、イヴァン・ボロトニコフとその一派は要塞を奪い、皇帝軍による4か月の包囲攻撃を耐え抜いた。18世紀には、クレムリンの壁の一部が破壊された。
1712年、ピョートル大帝がトゥーラを訪れ、鍛冶屋のデミドフにロシアで最初の軍需工場建設の権限を与えた。数十年後、トゥーラは、デミドフ家によって東ヨーロッパ最大の鉄工業の中心地となった。兵器の歴史についての最古の博物館が、デミドフ家によって1724年に創設された。工業としてサモワールを製造する最初の工場も、18世紀に設立された。古めかしい見かけにかかわらず、クレムリンにある5つのドームを持つ生神女就寝大聖堂は1764年という遅い時代に建てられたものである。デミドフ家が生産拠点をウラル地方に移した後も、トゥーラは、重工業、特に素材生産の中心地として存続した。

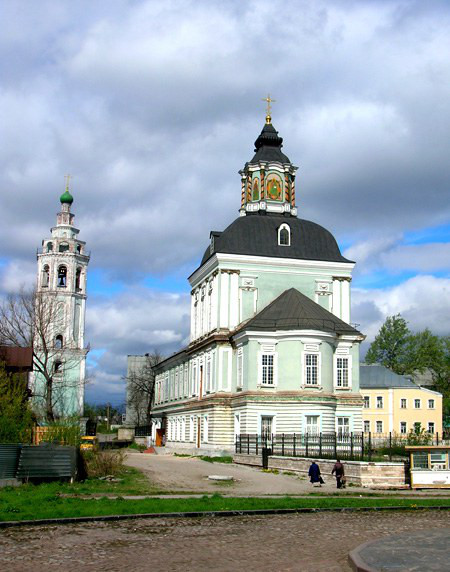
デミドフ記念教会(1730-34).

1941年から1945年までの大祖国戦争の間、この都市は兵器の製造で重要な役割を果たした。トゥーラは1941年秋、モスクワ地方でのソヴィエトの抵抗を打ち破るためドイツ軍の攻撃（タイフーン作戦）の標的となったが、厳重に要塞化されたトゥーラは1941年10月24日から12月5日にわたる包囲戦（トゥーラの戦い）の間、持ちこたえた。具体的には、グデーリアンの第2装甲軍が、トゥーラで敗北を喫した。この都市は、ソヴィエトのモスクワ防衛と続いて起こった反攻の間、モスクワの南側面を防衛した。激戦に耐えたトゥーラは、1976年に英雄都市の称号を授与された。トゥーラは、クロコヴォ空軍基地の根拠地である。
楽器、トゥーラ・アコーディオンはこの街にちなんだ呼び名で、トゥーラはロシアおよび世界中で販売されるこの種の楽器の製造の中心地である。トゥーラは、蜂蜜と生姜入り焼き菓子でできたロシアの伝統的なケーキ、プリャーニクでも有名である。西欧では、トゥーラはおそらくサモワール製造の中心地として最もよく知られている。ここからロシアのことわざで「トゥーラにサモワール持って行くな」という。
トゥーラ州で最も人気のある観光地は、作家レフ・トルストイの家と墓地のあるヤースナヤ・ポリャーナである。そこは、この街からほんの14キロメートル南西に位置している。トルストイは、名高い『戦争と平和』や『アンナ・カレーニナ』をそこで著した。

## 通りの名前
トゥーラは第二次世界大戦中に兵器を大量生産し、後に英雄都市とされた。そのため、トゥーラの通りには軍事関連の名前の付いたものがあった。銃剣通り（Улица Штыковая）、火薬通り（Улица Пороховая）等がある。AK-47を設計したミハイル・カラシニコフが勤務していた造兵廠もトゥーラにあった。

## 交通
- トゥーラ市電

## 姉妹都市
- オールバニ、 ニューヨーク州 (アメリカ合衆国)
- クタイシ (ジョージア)
- バンスカー・ビストリツァ (スロヴァキア)
- モギリョフ (ベラルーシ)
- フィリンゲン・シュベンニンゲン (ドイツ)

## ギャラリー

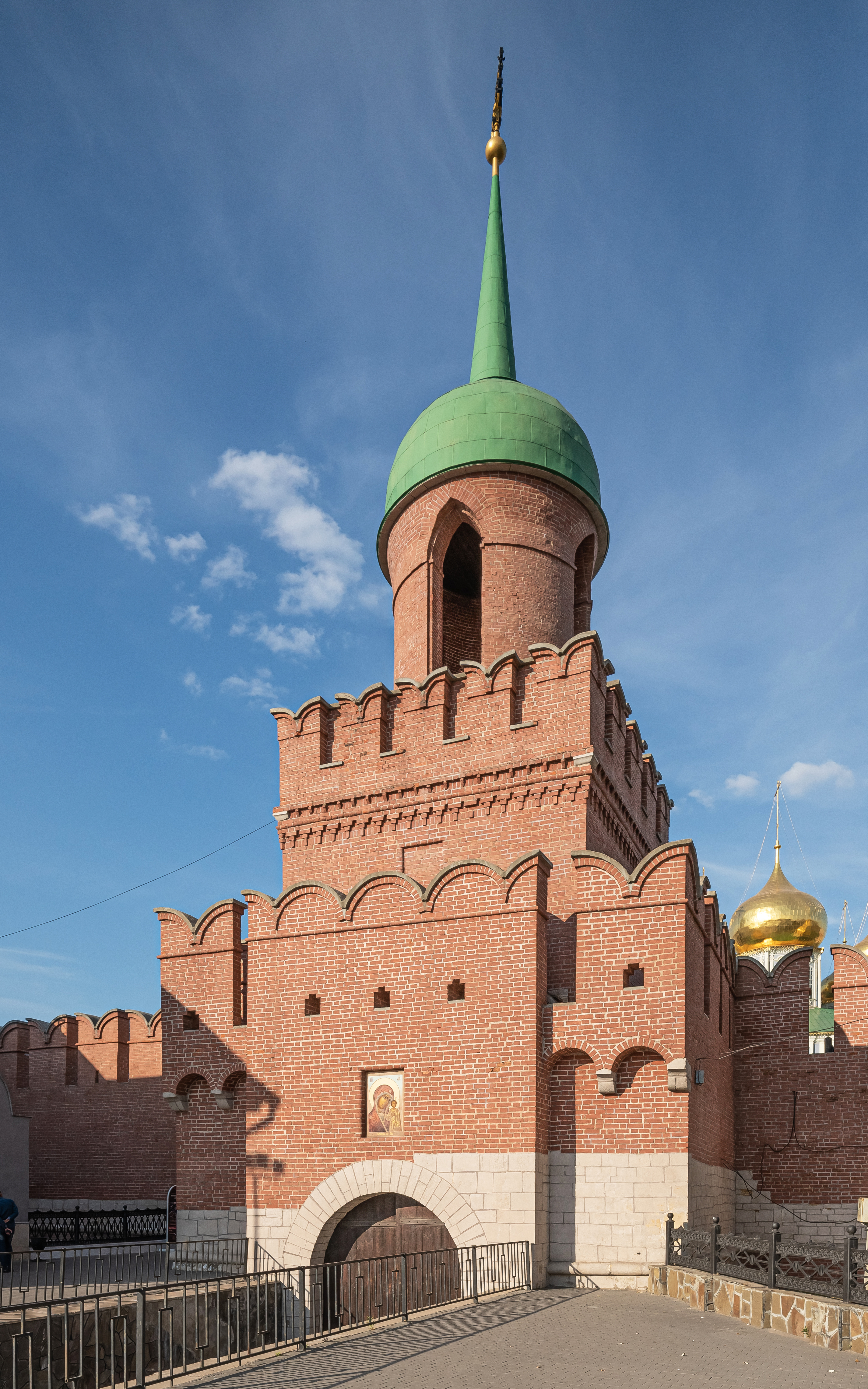
クレムリンの塔
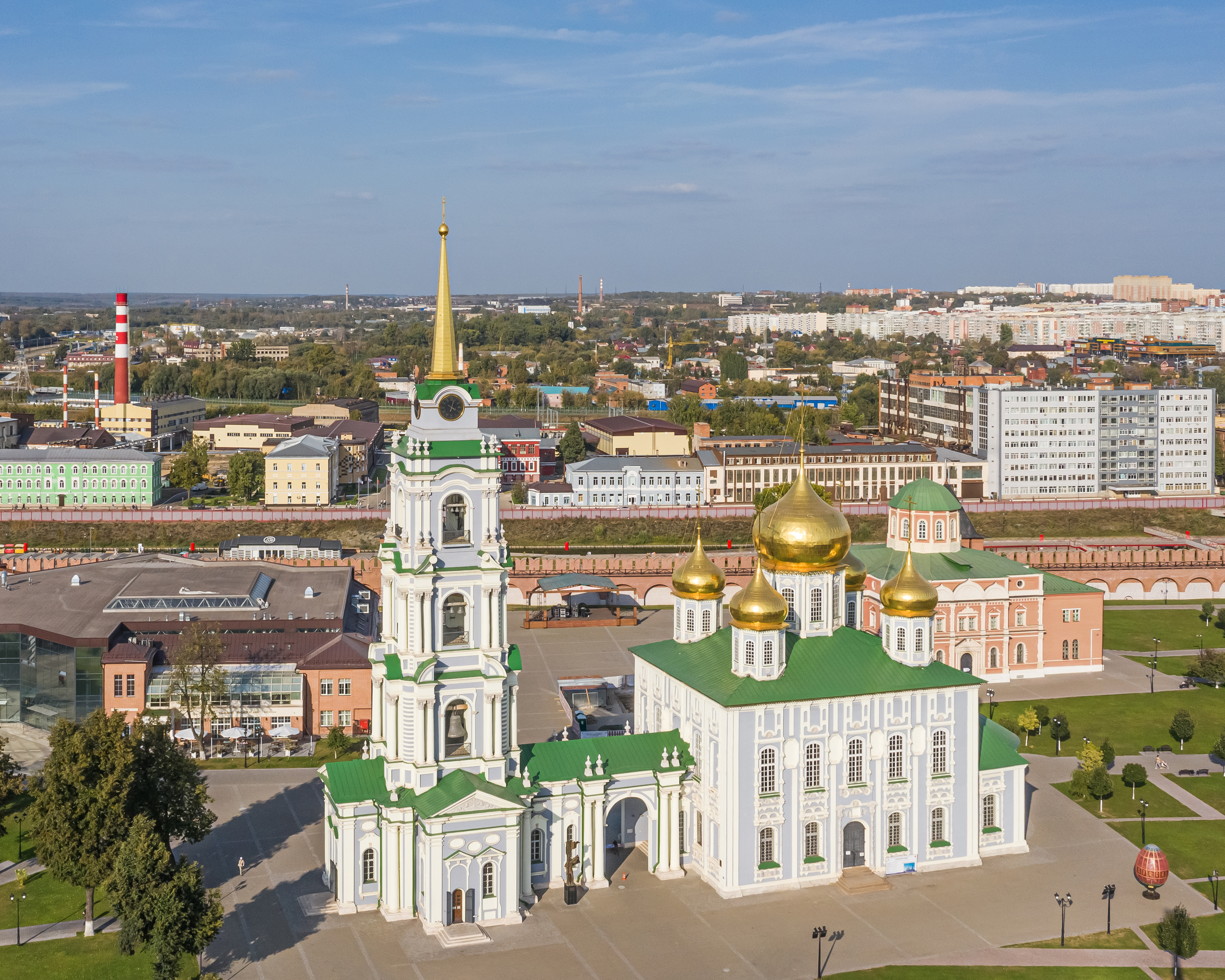
生神女就寝大聖堂
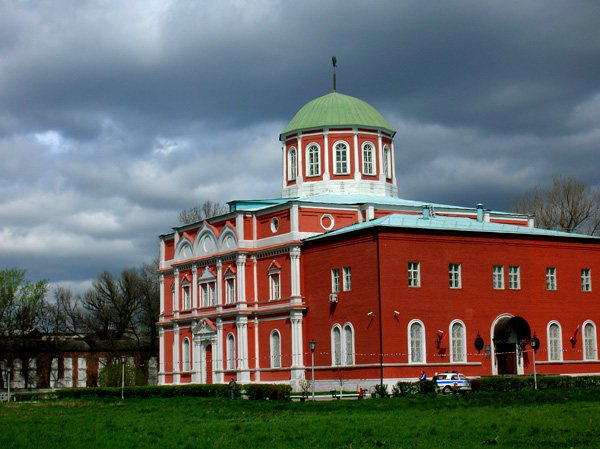
トゥーラ兵器博物館